# Eva Crane

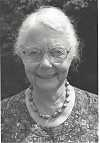
Eva Crane

Eva Crane (* 12. Juni 1912 in London; † 6. September 2007 in Slough; geborene Ethel Eva Widdowson) war eine englische Wissenschaftlerin und Autorin zahlreicher Fachpublikationen zur internationalen Imkerei und zu Geschichte der Bienenhaltung.

## Leben
Eva Crane wurde als Ethel Eva Widdowson in London geboren. Als eine von seinerzeit nur zwei Frauen studierte sie Mathematik am King’s College der University of London, machte anschließend 1935 ihren Master in Quantenmechanik und erlangte 1941 die Doktorwürde in Kernphysik, die sie im Anschluss an der University of Sheffield auch lehrte.
1942 heiratete sie den Börsenmakler James Crane, der zu der Zeit seinen Wehrdienst in der Royal Naval Volunteer Reserve ableistete. Der Legende nach wurde Eva Cranes Interesse für die Imkerei durch einen Bienenstock geweckt, den das Paar als Hochzeitsgeschenk erhielt. Der Schenker beabsichtigte damit eigentlich nur, dem Brautpaar die Zuckerversorgung in den Kriegszeiten zu erleichtern. Tatsächlich hatte sie spätestens 1940 schon Bienenstöcke. Eva Cranes wissenschaftliche Arbeiten der folgenden Jahrzehnte galten der weltweiten Bienenzucht und Bienenhaltung. Für ihre Studien bereiste sie, oft unter primitivsten Bedingungen, mehr als 60 Länder. Ihr Ehemann James Crane verstarb 1978. Eva Crane widmete sich bis zu ihrem Tode ihren bienenkundlichen Arbeiten.

## Leistungen
Eva Crane publizierte mehr als 180 wissenschaftliche Aufsätze und Bücher, viele davon noch im hohen Alter. Die Zusammenfassung ihres Lebenswerkes veröffentlichte Eva Crane in zwei umfangreichen enzyklopädischen Werken: Bees and Beekeeping: science, practice and world resources. (1990) und The World History of Beekeeping and Honey Hunting. (1999). Eva Crane war Gründungsmitglied der am 24. Januar 1949 gegründeten International Bee Research Association (IBRA) in Cardiff und war deren langjährige erste Direktorin, ab 1962 war sie Herausgebern der Zeitschrift Journal of Apicultural Research, die 1949 mit der Bee World fusionierte.

## Werke
- mit Günter Olberg: Das Verhalten der solitären Wespen Mitteleuropas. Vespidae, Pompilidae, Sphecidae, Deutscher Verlag der Wissenschaften, Berlin 1959
- Pollination of seed crops. a summary of research reported in Apicultural Abstracts. 1959-1971, Bee Research Association, London 1972, ISBN 0-90014931-0
- Honey. a comprehensive survey, Heinemann, London 1975, ISBN 0-43490270-5
- Bibliography of tropical apiculture, International Bee Research Association, London 1978, ISBN 0-86098053-7
- A Book of Honey, Oxford University Press, Oxford 1980, ISBN 0-19-217657-9
- The Archaeology of Beekeeping, Duckworth, London 1983, ISBN 0-7156-1681-1
- Technical cooperation activities. beekeeping. A directory and guide. (In Zusammenarbeit mit Wilhelm Drescher und der GTZ), Eschborn 1982, ISBN 3-88085111-5
- mit Penelope Walker: Pollination Directory for World Crops, International Bee Research Association, London 1984, ISBN 0-86098143-6
- mit Penelope Walker, Rosemary Day: Directory of Important World Honey Sources, International Bee Research Association, London 1984, ISBN 0-86098141-X
- Bees and Beekeeping. science, practice and world resources, Cornell University Press, New York 1990, ISBN 0-80142429-1
- The World History of Beekeeping and Honey Hunting, Duckworth, London 1999, ISBN 0-7156-2827-5
- Making a Bee-Line. my journeys in sixty countries. 1949-2000, International Bee Research Association, Cardiff 2003, ISBN 0-86098245-9